# Пальярс-Жусса
Пальярс-Жусса́ (букв. Нижний Пальярс, кат. Pallars Jussà, исп. Pallars Jussá) — район (комарка) в Испании, входит в провинцию Льейда в составе автономного сообщества Каталония. На северо-восток от Пальярс-Жусса находится Пальярс Собира. 
Район был основан как комарка в 1936 году из старого округа Палларс. Название означает «Нижние Паллары».
Его столица и крупнейший муниципалитет - Тремп.

## Муниципалитеты
1. Абелья-де-ла-Конка, площадью 78,3 км с населением 170 чел[2];
2. Кастель-де-Мур, площадью 62,4 км с населением 163 чел;
3. Конка-де-Дальт, площадью 166,5 км с населением 443 чел;
4. Гавет-де-ла-Конка, площадью 90,9 км с населением 303 чел;
5. Исона, площадью 139,4 км с населением 1,049 чел;
6. Льимиана, площадью 41,8 км с населением 159 чел;
7. Побла-де-Сегур, площадью 62,4 км с населением 163 чел;
8. Салас-де-Пальярс, площадью 20,3 км с населением 365 чел;
9. Сан-Эстеве-де-ла-Сарга, площадью 92,9 км с населением 132 чел;
10. Саррока-де-Бельера, площадью 87,5 км с населением 124 чел;
11. Сентерада, площадью 34,4 км с населением 131 чел;
12. Таларн, площадью 28,0 км с населением 413 чел;
13. Торре-де-Кабделья, площадью 165,3 км с населением 761 чел;
14. Тремп, площадью 302,8 км с населением 6,305 чел;

Итого 13, 530 человек на 1,343,2 км.